# Aylesbury
Aylesbury (pronunciat /ˈeɪəlzbri/) és un municipi del Regne Unit, que pertany al comtat d'Buckinghamshire i és la capital d'aquest comtat. En aquesta ciutat va viure el rei francès Lluís XVIII i un notable pintor James Henry Govier, que va retratar els racons més bonics d'Aylesbury. En l'escut d'armes de la ciutat hi ha un ànec en representació de la varietat d'aquest animal que tradicionalment s'ha criat aquí.

## Geografia

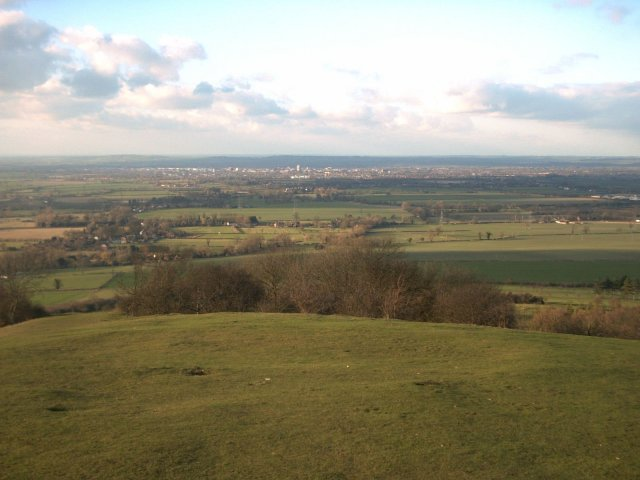
Panoràmica d'Aylesbury en una foto feta des del turó de Coombe.

Aylesbury es troba a la regió dels Midlands. Està just al sud de la part alta del riu Tàmesi que baixa des de Thame en direcció a Dorchester. Està parcialment entre dos afloraments de roca calcària dels quals se n'extreu la pedra de Portland i en l'encreuament d'un petit rierol, el Bear Brook. El territori municipal està lleugerament més elevat que els camps de la rodalia que són més permeables i absorbents, d'on s'extreuen les argiles d'Oxford i l'argila de Kimmeridge, totes dues terres procedents de la sedimentació produïda en el Juràssic. L'elevació va dels 72,5 msnm als 95 m segons la classificació AOD, mentre que en ciutats properes l'elevació és de 85m-90m al nord i de 85m-115m en una estreta franja al sud-oest, a Stone i cap als turos dels Chilterns al sud-est.
El tipus de terreny que ocupa el centre de la ciutat va ser descrit pel topògraf Samuel Lewis el 1848.
Les roques més antigues, que daten del Juràssic, i que cobreixen tota la part nord del comtat de Buckinghamshire, van seguides per unes roques més joves al sud dels Chilterns.

## Història
En unes excavacions realitzades el 1985 al centre de la ciutat es va trobar una estructura fortificada de l'edat del ferro, concretament de començaments del segle iv aC. Aylesbury va ser una de les ciutats fortificades dels antics celtes britons, als quals van prendre la possessió els anglosaxons comandats per Cutwulph el 571, germà del rei de Wessex Ceawlin. El nom de la ciutat procedeix d'aquesta època i la primera vegada que apareix escrit té la forma Æglesburgh, format amb dos termes en anglès antic que sembla que volen dir «fortí d'Ægel» o «burg d'Ægel», però ningú sap qui podria ser Ægel. Des de llavors hi ha hagut 57 variacions en l'escriptura del nom.
En l'edat mitjana ja va ser una important ciutat amb fira de mercat i centre de pelegrinatge dels que anaven a visitar la tomba de santa Osyth, filla del rei de Mèrcia que va morir martiritzada pels danesos. La primigènia església de St. Mary (que ha tingut molts afegits posteriors) tenia una cripta a sota que es va pensar que podria ser d'època anglosaxona però ara se sap que es va fer en la mateixa època medieval que la capella. Amb la conquesta normanda, el rei se'n va apropiar de les terres d'Aylesbury i consta com una de les finques reials en el Domesday Book, el llibre de registres cadastrals escrit el 1086. Algunes de les terres, però, van ser cedides als ciutadans per Guillem el Conqueridor amb l'estranya condició que els qui les treballaven havien de donar palla per al llit del rei, herba fresca per al terra de la seva cambra, dues oques i tres anguiles cada vegada que hi anés de visita.

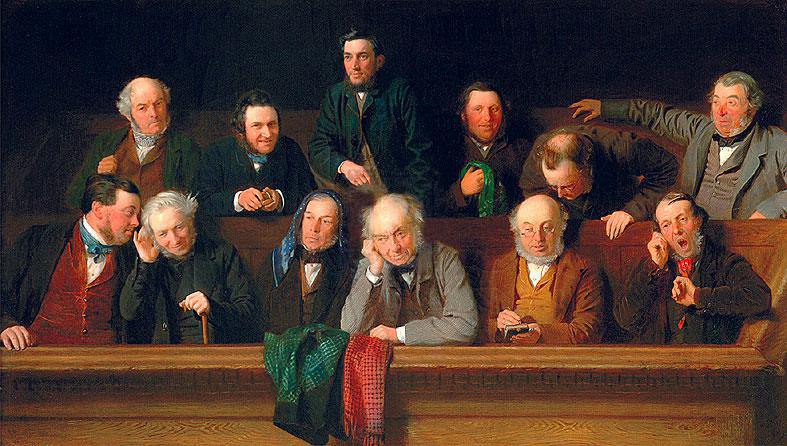
Els cavallers del jurat d'Aylesbury, pintura de John Morgan, el 1861.

El 1450 John Kemp, arquebisbe de York, va fundar una institució religiosa anomenada el Gremi de Santa Maria (Guild of St Mary), que va esdevenir un punt de trobada per a dignataris locals i fou també un planter d'intrigues polítiques a nivell nacional. El Gremi va ser influent sobretot en l'etapa final de la Guerra de les Dues Roses. L'edifici encara es conserva i és actualment una casa de caritat.
El casal Aylesbury Manor va passar per diversos propietaris i va arribar per herència materna a ser propietat de Thomas Boleyn, pare d'Anna Boleyn. El 1529 el rei Enric VIII la va nomenar aquesta ciutat capital del comtat de Buckinghamshire, en substitució de Buckingham, segons es rumorejava per guanyar-se el favor d'aquesta família i festejar la filla quan el rei encara estava casat.
Durant la guerra civil anglesa la ciutat es va declarar a favor del parlament i, com en moltes ciutats mercat hi havia un profund sentiment purità. El 1642 s'hi va lliurar una batalla que van guanyar les forces del parlament. La seva proximitat a Great Hampden, llar de John Hampden, va fer que els ciutadans el consideressin un heroi local.
El 18 de març del 1664, es va crear el títol de comte d'Ailesbury, que fou concedit a Robert Bruce, 2n comte d'Elgin, un noble escocès.
Al segle xix, la ciutat va acollir el rei francès Lluís XVIII de França que va escollir aquest lloc per viure-hi durant el seu exili (1810–1814). La mansió Hartwell, on va residir és un edifici d'estil jacobita que encara es conserva. L'esposa del rei, Maria Josefina Lluïsa de Savoia hi va morir el 1810 i fou sebollida en la capella de la mansió.
El 1963 Aylesbury va sortir a les notícies qua es va fer el judici, en el tribunal de la ciutat, al responsable de l'assalt al tren postal Glasgow-Londres, un fet que va passar a uns 10 km de la ciutat.

## Organització
Aylesbury està dividida en 16 barris:
| - Bedgrove - Broughton - Elm Farm - Elmhurst - Fairford Leys - Haydon Hill - Hawkslade Farm - Meadowcroft | - Prebendal Farm - Quarrendon - Queens Park - Southcourt - Stoke Grange - Walton Court - Watermead - The Willows |

També formen part d'Aylesbury els següents llogarets:
- Bedgrove
- California
- New Zealand
- Prebendal Farm
- Quarrendon
- Turnfurlong
- Walton

## Demografia
Segons els estudis demogràfics del 2011 la població ha passat dels 28.000 habitants en la dècada del 1960 a més de 58.000, una xifra gairebé duplicada a causa que molts londinencs han preferit traslladar-se a viure aquí, encara que la capital està a 36 milles (58 km). El principal atractiu per als nous residents és la qualitat de les seves cases; una gran part de la ciutat es va demolir en els anys 1950-1960, per substituir els edificis en mal estat dels segles XVI-XVIII per construccions modernes millor equipades. Pel que fa a l'àrea urbana, va passar del 69.021 censats el 2001 als 74.748 el 2011. En conseqüència es preveu l'ampliació de zones residencials en diferents barris de la ciutat.
Segons l'estudi de la població del 2011, un 54,5% dels residents d'Aylesbury van declarar que eren cristians, un 26% ateus, un 10% islamistes, un 1,5% hinduistes i l'1% d'altres religions; el 7% no va contestar.

## Economia

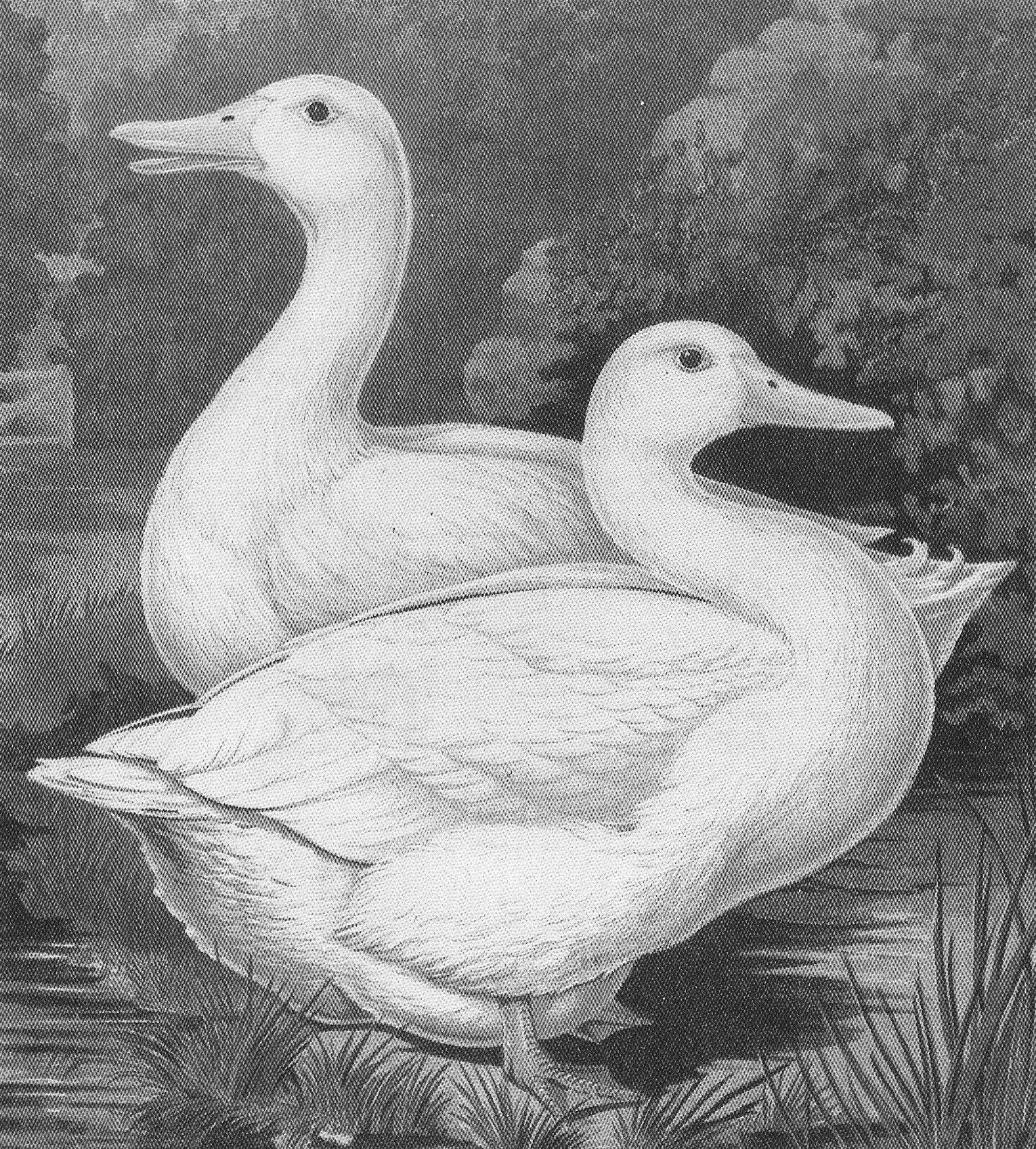
Dibuix dels ànecs premiats a la fira del 1873.

Tradicionalment Aylesbury va ser una ciutat mercat, ja que el carrer principal formava part de la ruta cap a Londres i el sud-oest del país. El 1477 es conreava blat i es feia farina que es venia als pobles veïns. La indústria de la farina va durar molts anys i el darrer molí en tancar va ser el 1990 (Hills & Partridge). L'altre producte de l'economia tradicional és l'ànec, amb una varietat molt valorada en gastronomia que porta el nom de la ciutat, és per això que l'ànec forma part de l'escut heràldic.«[
El 1560 es va crear una indústria manufacturera d'agulles al poble veí de Long Crendon, on van anar a treballar persones d'Aylesbury. El 1672 es va crear una escola de puntes de coixí perquè les noies de famílies pobres tinguessin un mitjà de subsistència i el negoci va ser pròsper fins que la gent en l'època victoriana va preferir comprar puntes fetes a màquina. El 1764 Euclid Neale va inaugurar un taller de rellotgeria, que al segle xviii va ser considerat el millor rellotger del país.
El 1814, va començar a funcionar la branca del Grand Union Canal que enllaçava amb Marsworth (a l'est); aquest canal amb aigua del Tàmesi va millorar la indústria local. Al mateix temps es va començar les obres per posar en marxa una altra branca que enllaçava amb Wendover (al sud).

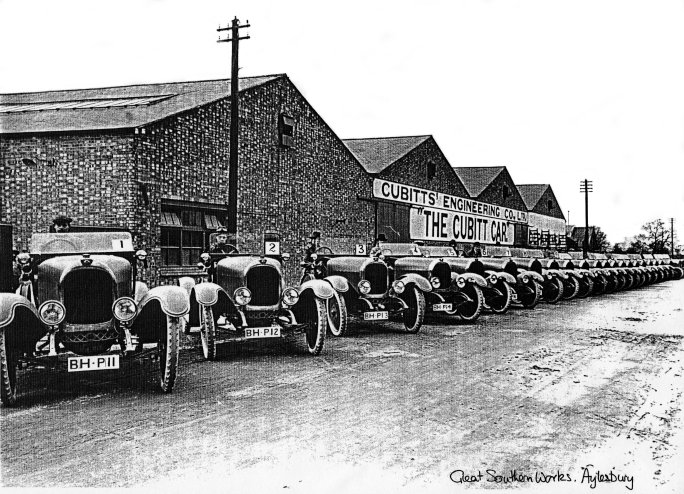
Filera de cotxes Cubitt davant la seva fàbrica.

Entre el 1919 i el 1925 l'empresa Cubit Engineering Works va ser una important fàbrica d'automòbils, que en va fer uns 3.000 però va haver de tancar en no poder competir amb els preus dels vehicles fabricats als EUA. A finals del segle XX s'hi van instal·lar una editorial, Hazell, Watson and Viney i una empresa del sector alimentari Nestlé que van donar feina a més de la meitat de la població; actualment ja no existeixen i al seu lloc hi ha un gran supermercat i cases. Per solucionar el greu problema d'atur s'esperava que l'empresa Arla Foods s'establís a Aylesbury però finalment aquesta va muntar les seves instal·lacions en la veïna població de Aston Clinton, encara que part dels treballadors són d'Aylesbury.
Malgrat tots els canvis que ha sofert Aylesbury al llarg dels anys, la ciutat no ha perdut l'esperit mercantil que la va crear.

## Agermanaments
Aylesbury té relacions d'agermanament amb:
- Bôrg (França)[23]

## Llocs d'interès
- L'estàtua de John Hampden

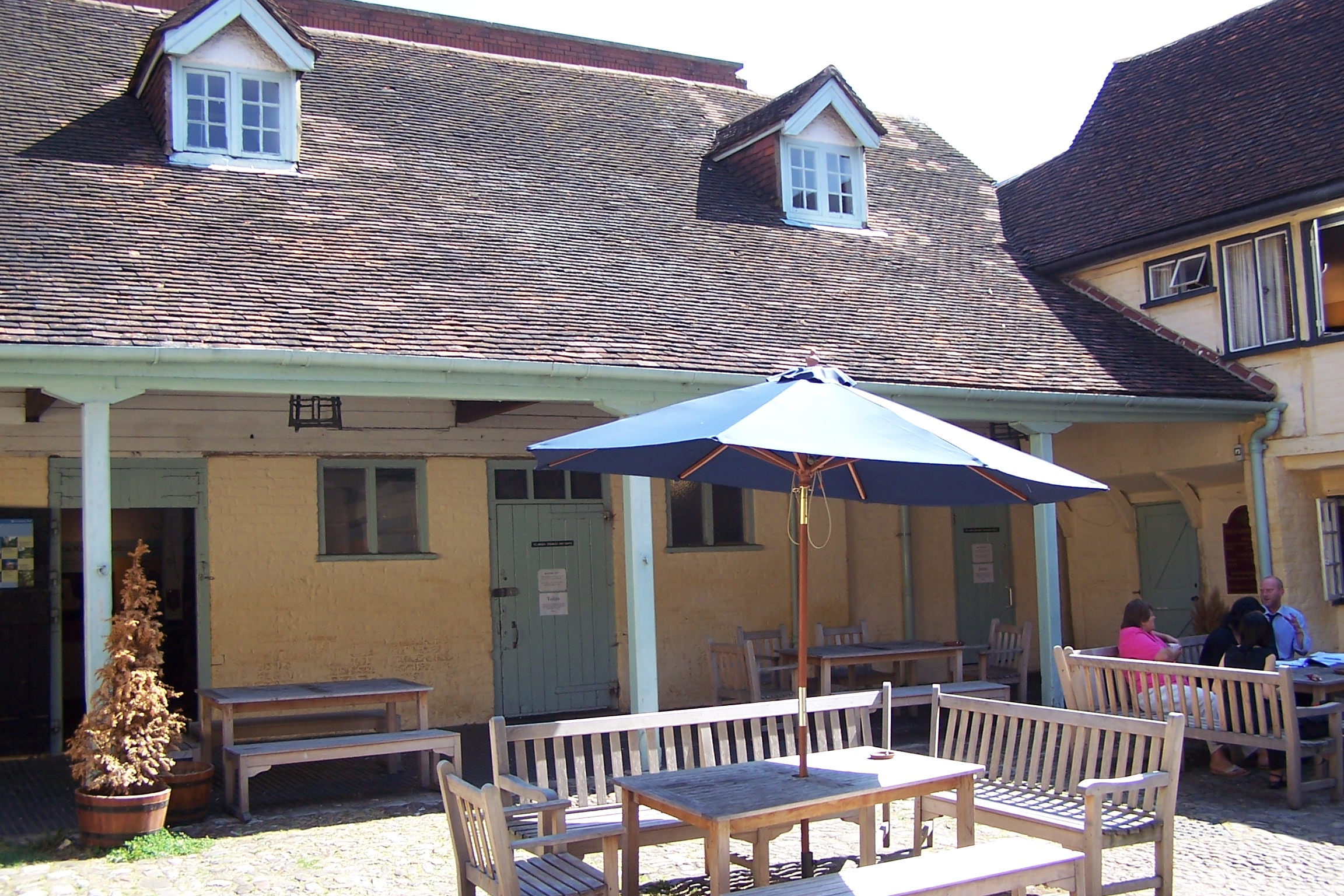
La King's Head Inn amb la seva terrassa d'estiu.

- El museu del comtat de Buckinghamshire
- L'església de la verge Maria
- La taverna King's Head Inn, del segle xv.[24]
- Un museu per a nens anomenat Roald Dahl Children's Gallery on s'exposen dibuixos i objectes relacionats amb els personatges que va crear l'escriptor Roald Dahl.
- El teatre Waterside Theatre, que es va inaugurar el 2010.[25]

## Transports
Aylesbury està molt ben comunicada. El ferrocarril va arribar l'any 1839 amb una línia que enllaça amb Birmingham i Londres; i el 1868 es va inaugurar la línia Aylesbury and Buckingham Railway. També hi ha servei d'autobusos amb sortides freqüents.